# Abdank
Abdank (ook: Abdaniec, Abdanek, Avdank, Awdancz, Awdaniec, Białkotka, Biłkotka, Czelejów, Habdaniec, Habdank, Haudaniec, Hawdaniec, Hebdank, Łąkotka, Łękawa, Łękawica, Skuba, Szczedrzyk) was een Poolse heraldische clan (ród herbowy) van middeleeuws Polen en later het Pools-Litouwse Gemenebest.

## Achtergrond
Het zegel van kasteelvoogd Lupus kruszwicki uit 1212 is de oudste vermelding van Abdank. In 1413 werd de clan naar Litouwen gebracht. De familie Goštautas (ook bekend als Gasztołd) was een van de eerste Litouwse adellijke families die het wapen heeft overgenomen. De historicus Tadeusz Gajl heeft 687 Poolse Abdank clanfamilies geïdentificeerd.

### Legende
Volgens de legende zou de schoenmaker Skuba voor het doden van de Smok Wawelski op de Wawel van de legendarische koning Krakus de letter W op zijn schild gekregen hebben. De W zou voor wąż (slang) of Wawel staan en de Łękawica op het Abdank-wapen moeten voorstellen.

## Telgen
De clan bracht de volgende bekende telgen voort:
- Goštautas
  - Martynas Goštautas, Woiwode
  - Jonas Goštautas, staatsman
  - Albertas Goštautas, Woiwode
  - Stanislovas Goštautas, staatsman
- Ankwicz
  - Józef Ankwicz, staatsman
  - Andrzej Ankwicz, aartsbisschop
- Jan Chojeński, bisschop
- Jan Konarski, bisschop
- Krystyna Skarbek, geheim agent
- Jerzy Jazłowiecki, Hetman en Woiwode
- Bohdan Chmelnytsky, Kozakkenleider
- Wilfrid M. Voynich, Pools revolutionair
- Ivan Vyhovsky, Hetman

## Variaties op het wapen van Abdank

Variant Abdank
Wapen van Andronowski
Wapen van Androszowski
Wapen van Syrokomla
Wapen van Hołub
Wapen van Iłgowski
Wapen van Liczbiński
Wapen van Machnowski
Wapen van Wojnillowicz
Wapen van Skarbek
Wapen van Chmelnitskyi
Wapen van de gemeente Osięciny
Wapen van de stad Vietka
Wapen van de 58e Onafhankelijke Gemotoriseerde Infanteriebrigade

## Galerij

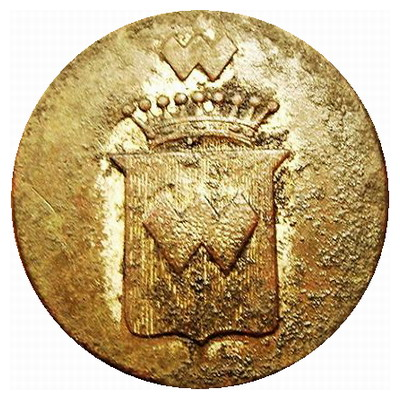
Knoop met het Abdank-wapen
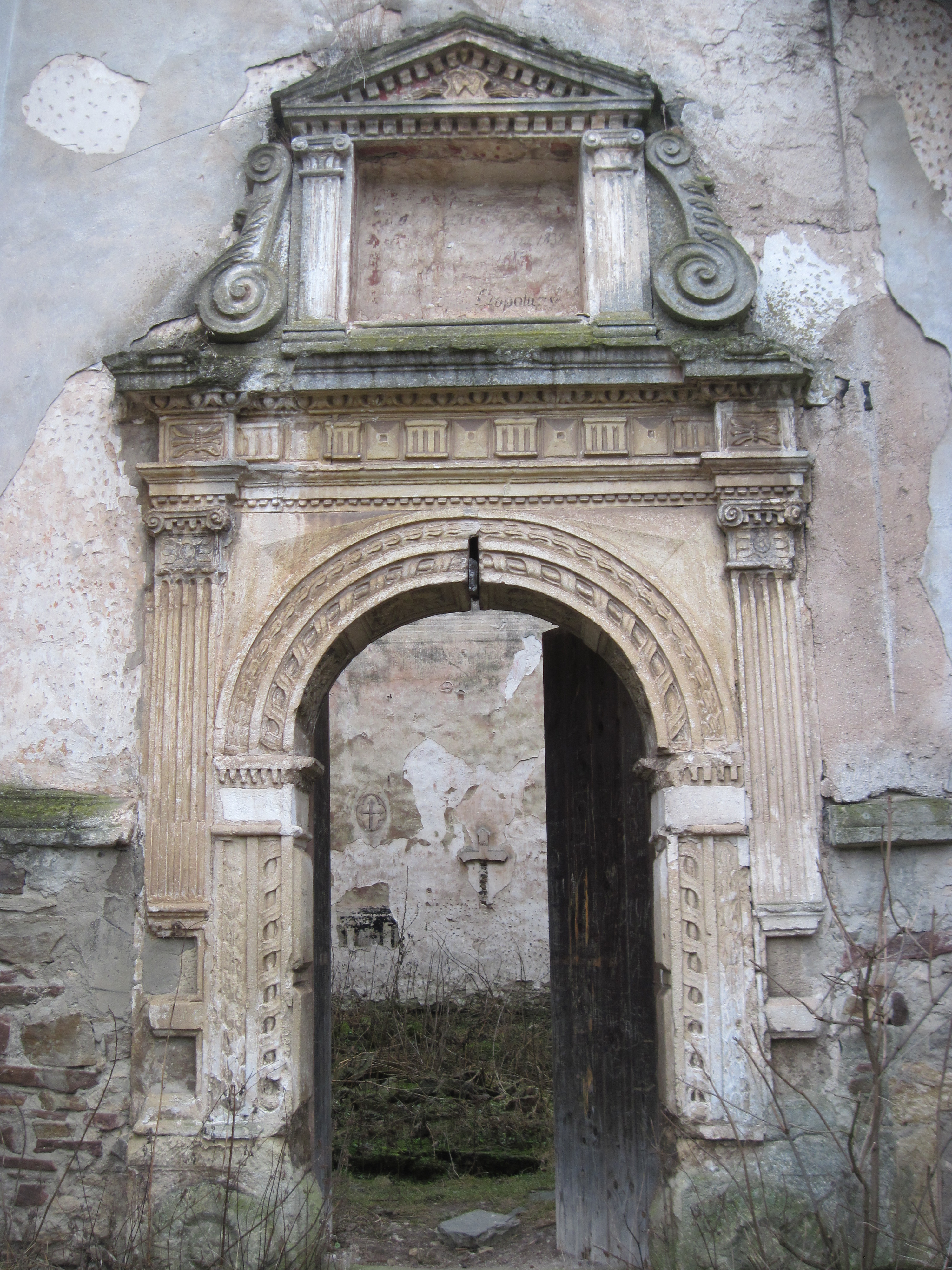
Kerk van Yazlovets en het Abdank-wapen
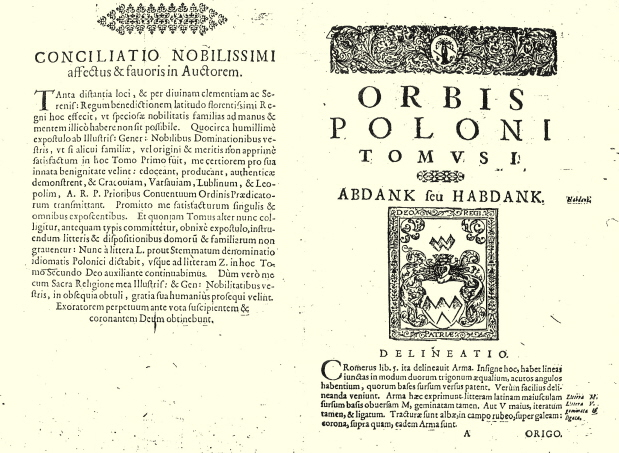
Orbis Poloni (1642)
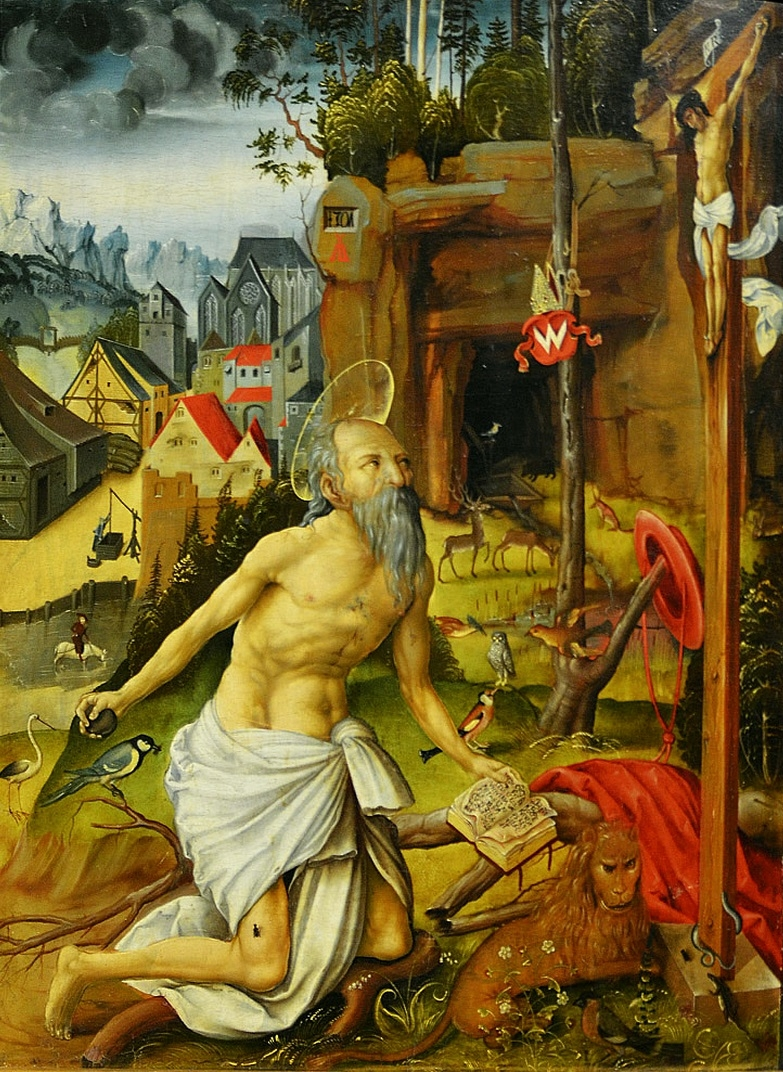
Sint-Jerome door Michael Lancz von Kitzingen (1507)
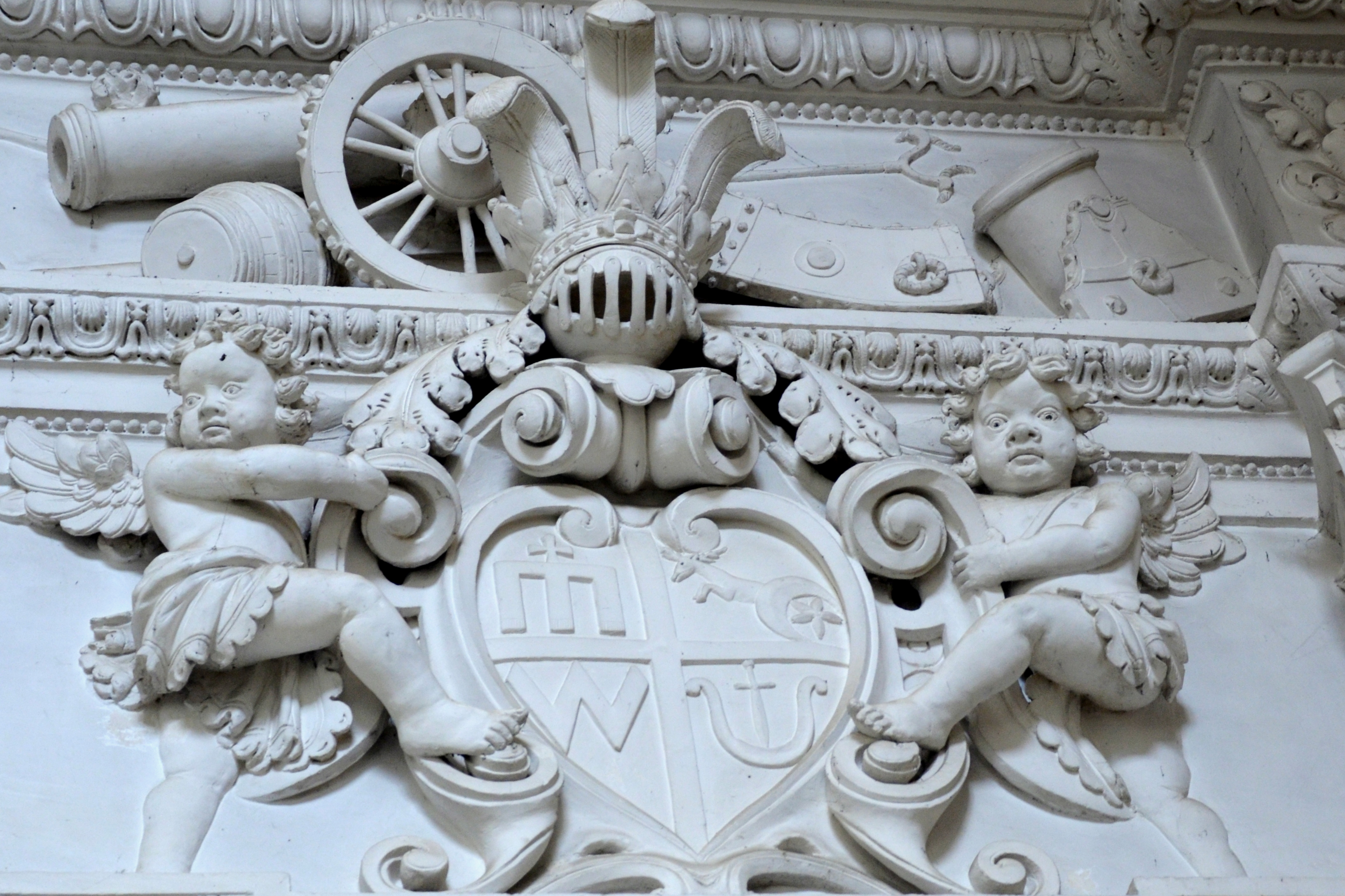
Het Abdank-wapen in Krosno